# Canon EOS 650D
A Canon EOS 650D, conhecida como o Kiss X6i no Japão ou ainda T4i Rebel nas Américas, é uma câmera de 18.0 megapixels DSLR, anunciada pela Canon em 8 de junho de 2012. É a sucessora da EOS 600D/Kiss X5/Rebel T3i e antecessora do EOS 700D/Kiss X7i/Rebel T5i. As vendas começaram em 15 de junho de 2012. Os preços durante o lançamento no mercado internacional sugeridos foram de US$849.99, £699.99 (incluindo IVA), e €839.99 (incluindo IVA).

## Lista de recursos
- 18,0 megapixels sensor CMOS APS-C
- DIGIC 5 processador de imagem de 14bits
- 95% de cobertura do viewfinder com 0,85x ampliação
- Gravação de vídeo em 1080p HD em 24p, 25p (25 Hz) e 30p (29.97 Hz) com
- Gravação de vídeo HD em 720p  50p (50 Hz) e 60p (59.94 Hz)
- Gravação de vídeo HD em 480p ED  50p (50 Hz) e 60p (59.94 Hz)
- 5.0 quadros por segundo de disparo contínuo
- Sensibilidade ISO de 100 – 12800 (expansível para H: 25600)
- De 3,0" Clear View II vari-ângulo de LCD sensível ao toque com 1.040.000 pontos de resolução
- 9 pontos AF, todos do tipo cruzado f/5.6. Ponto central é a alta precisão de dupla cruz com f/2.8
- Sistema de medição de 63 zonas sensíveis à cor.
- Incorpora transmissor Speedlite
  - A câmera é compatível com os últimos flashes com controle de rádio da Canon, mas o transmissor embutido é somente infravermelho..
- Inclui microfone estéreo
- Conector de 3,5 mm para microfones externos ou gravadores